# Domnista
Domnista (in greco Δομνίστα?) è un ex comune della Grecia nella periferia della Grecia Centrale (unità periferica dell'Euritania) con 2 163 abitanti secondo i dati del censimento 2001.
È stato soppresso a seguito della riforma amministrativa, detta Programma Callicrate, in vigore dal gennaio 2011 ed è ora compreso nel comune di Karpenisi.